# Albert S. Rogell
Pour les articles homonymes, voir Rogell.
Albert S. Rogell est un réalisateur, producteur et scénariste américain né le 21 août 1901 à Oklahoma City, Oklahoma (États-Unis), mort le 7 avril 1988 à Los Angeles (Californie).

## Filmographie

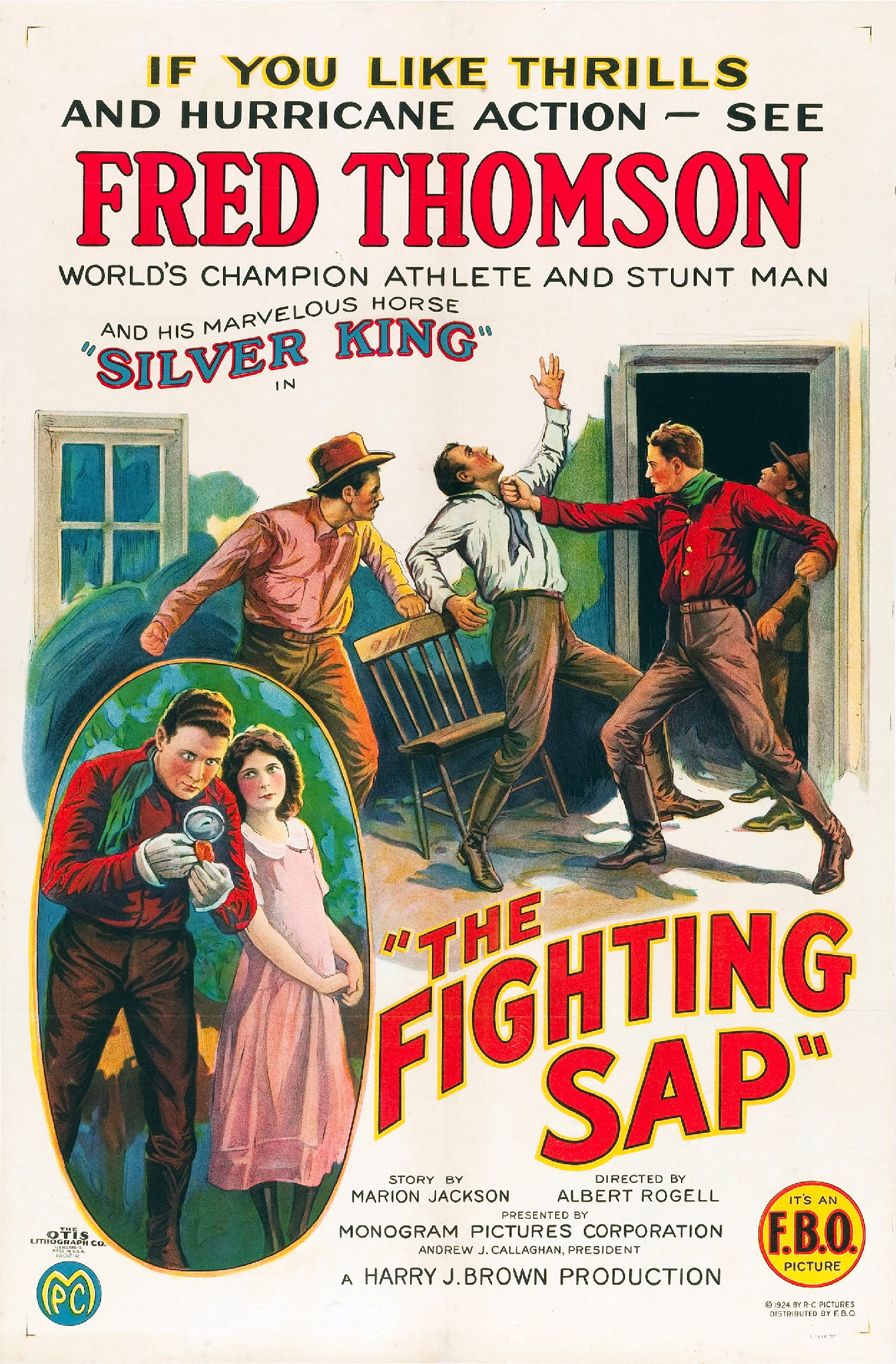
Affiche de The Fighting Sap (1924).

### Comme réalisateur
- 1921 : The Ranch Mystery
- 1921 : The Queen of Hearts
- 1921 : The Eagle Man
- 1921 : Tangled Trails
- 1921 : Desperate Chances
- 1921 : The Fighter of Diamond X
- 1922 : West Meets East
- 1922 : His Brother's Blood
- 1922 : The Claim Jumpers
- 1923 : The Greatest Menace
- 1924 : Vif Argent, cheval sauveteur (The Mask of Lopez)
- 1924 : North of Nevada (en)
- 1924 : Fred l'intrépide (Galloping Gallagher)
- 1924 : L'Étranger silencieux (en) (The Silent Stranger)
- 1924 : The Dangerous Coward (en)
- 1924 : The Fighting Sap (en)
- 1924 : Pour l'amour de Carmelita (Thundering Hoofs)
- 1924 : Lightning Romance
- 1924 : Geared to Go
- 1925 : Easy Money
- 1925 : À toute vitesse (Super Speed)
- 1925 : The Snob Buster
- 1925 : Youth's Gamble
- 1925 : Crack o' Dawn
- 1925 : Goat Getter
- 1925 : The Knockout Kid
- 1925 : Cyclone Cavalier
- 1925 : The Fear Fighter
- 1925 : The Circus Cyclone
- 1925 : Fighting Fate
- 1926 : The Patent Leather Pug
- 1926 : Men of the Night
- 1926 : Senor Daredevil
- 1926 : The Wild Horse Stampede
- 1926 : Red Hot Leather
- 1926 : The Man from the West
- 1926 : The Unknown Cavalier
- 1927 : Rough and Ready
- 1927 : Le Roi du lasso (The Overland Stage)
- 1927 : The Western Whirlwind
- 1927 : Les Compagnons de la mort (Somewhere in Sonora)
- 1927 : Grinning Guns
- 1927 : The Sunset Derby
- 1927 : Men of Daring
- 1927 : The Western Rover
- 1927 : The Fighting Three
- 1927 : La Selle du diable (The Devil's Saddle)
- 1927 : The Red Raiders
- 1928 : Le Pâtre des collines (The Shepherd of the Hills)
- 1928 : The Canyon of Adventure
- 1928 : The Upland Rider
- 1928 : The Glorious Trail
- 1928 : The Phantom City
- 1929 : Cheyenne
- 1929 : The California Mail
- 1929 : The Lone Wolf's Daughter
- 1929 : The Flying Marine
- 1929 : Painted Faces
- 1930 : Mamba
- 1931 : La Danseuse des dieux (Aloha)
- 1931 : Jeunesse triomphe (Sweepstakes)
- 1931 : The Tip-Off
- 1931 : L'Étrange mission du Nordland (Suicide Fleet)
- 1932 : La Forêt en fête (Carnival Boat)
- 1932 : The Rider of Death Valley
- 1933 : Air Hostess (en)
- 1933 : Le Trésor des mers (Below the Sea)
- 1933 : Le Destructeur (en) (The Wrecker)
- 1933 : Fog
- 1933 : East of Fifth Avenue
- 1934 : Au fond de l'océan (No More Women)
- 1934 : The Hell Cat
- 1934 : Name the Woman
- 1934 : Among the Missing
- 1934 : Fugitive Lady
- 1935 : Air Hawks (en)
- 1935 : Unknown Woman
- 1935 : Atlantic Adventure
- 1935 : Escape from Devil's Island (en)
- 1936 : You May Be Next
- 1936 : Roaming Lady
- 1936 : Grand Jury
- 1937 : Murder in Greenwich Village
- 1938 : Start Cheering
- 1938 : The Lone Wolf in Paris
- 1938 : City Streets
- 1938 : The Last Warning
- 1939 : For Love or Money
- 1939 : Hawaiian Nights
- 1939 : Laugh It Off (en)
- 1940 : I Can't Give You Anything But Love, Baby
- 1940 : Private Affairs (en)
- 1940 : L'Auberge des loufoques (en) (Argentine Nights)
- 1940 : Li'l Abner
- 1941 : Le Chat noir (The Black Cat)
- 1941 : Tight Shoes
- 1941 : Sailors on Leave
- 1941 : Ennemis publics (Public Enemies)
- 1942 : Jail House Blues
- 1942 : Sleepytime Gal
- 1942 : Butch Minds the Baby
- 1942 : True to the Army
- 1942 : Priorities on Parade
- 1942 : Youth on Parade
- 1943 : Hit Parade of 1943
- 1943 : La Ruée sanglante (In Old Oklahoma)
- 1945 : Love, Honor and Goodbye
- 1946 : Earl Carroll Sketchbook
- 1946 : The Magnificent Rogue
- 1947 : Heaven Only Knows (en) d'Albert S. Rogell
- 1948 : Le Grand Rodéo (Northwest Stampede)
- 1949 : La Révolte des fauves (Song of India)
- 1950 : The Admiral Was a Lady
- 1954 : Before I Wake
- 1956 : Mon amie Flicka ("My Friend Flicka") (série télévisée)
- 1958 : Smoke Jumpers

### comme producteur
- 1933 : The Sphinx
- 1936 : You May Be Next
- 1939 : Laugh It Off (en)
- 1948 : Le Grand Rodéo (Northwest Stampede)
- 1949 : La Révolte des fauves (Song of India)
- 1950 : The Admiral Was a Lady

### comme scénariste
- 1923 : The Greatest Menace
- 1925 : The Circus Cyclone